# 327 Колумбія
327 Колу́мбія (327 Columbia) — астероїд головного поясу, відкритий 22 березня 1892 року Огюстом Шарлуа у Ніцці.

Астероїд названо на честь Христофора Колумба, іспанського мореплавця і першовідкривача Америки з нагоди 400-ї річниці відкриття Америки.